# Peter Flinth
Peter Flinth (Copenaghen, 7 novembre 1964) è un regista danese.

## Biografia
Peter Flinth è nato il 7 novembre 1964 a Copenaghen, in Danimarca. Ha studiato cinema all'Università di Copenaghen negli anni 1984-86 e ha studiato regia presso la Scuola di Cinema Danese negli anni 1989-1993. Ha fatto parte della "classe d'oro" della Scuola di cinema danese del 1993, con diplomati illustri come Thomas Vinterberg.
È stato ammesso alla Scuola nazionale di cinema di Danimarca (Den Danske Filmskole) e allo stesso tempo ha lavorato come assistente alla regia in numerosi lungometraggi danesi, tra cui in particolare Il guardiano di notte di Ole Bornedal, prima di diplomarsi nel 1993 con il cortometraggio Den Sidste Færge.

## Carriera
Flinth ha esordito nel cinema nel 1997 con Ørnens øje. Da allora ha diretto diversi film per ragazzi, tra cui Olsen-banden Junior e Il fachiro di Bilbao.
Flinth ha diretto il film tratto dal romanzo poliziesco di Wallander Mastermind con Krister Henriksson nel ruolo principale, poi la saga basata sulla trilogia di Jan Guillou che ha come protagonista Arn Magnusson, cavaliere templare svedese immaginario. Il film è stata la produzione cinematografica più grande e costosa nella storia del cinema scandinavo con un budget di 210 milioni di corone svedesi. Peter Flinth è stato successivamente nominato miglior regista dai lettori di Aftonbladet, mentre il film è stato premiato nelle categorie "miglior film" e "migliore sceneggiatura". Dalla sua uscita, Arn - L'ultimo cavaliere ha venduto più di 2,1 milioni di biglietti al cinema in Scandinavia e ha battuto un record in Svezia con 160.000 biglietti venduti dopo i primi due giorni di vendita.
In seguito Flinth ha diretto due film (Il testamento di Nobel e Freddo sud) del 2012, di una serie di sei pellicole svedesi tratte da alcuni dei romanzi della scrittrice Liza Marklund che hanno come protagonista Annika Bengtzon; dirige poi il film norvegese Beatles nel 2014, che è un adattamento cinematografico del romanzo di Lars Saabye Christensen.
Nel 2009, Flinth ha lavorato con Sua Maestà Margherita II di Danimarca, all'adattamento cinematografico della fiaba di Andersen I cigni selvatici.
Nel 2022, Against the Ice, basato sull'opera di Ejnar Mikkelsen, tratta da una storia vera, è stato presentato in anteprima al 72º Festival internazionale del cinema di Berlino ed è stato distribuito su Netflix il 2 marzo 2022 Il film è una collaborazione tra il regista Peter Flinth e l'attore Nikolaj Coster-Waldau che ha scritto la sceneggiatura e interpreta anche il personaggio principale.

## Onorificenze
Nel 2010, Flinth è stato insignito dell'Ordine del Dannebrog.

## Filmografia parziale

### Film
- Den Sidste færge (1993)
- Ørnens øje (1997)
- Olsen Banden Junior (2001)
- Il fachiro di Bilbao (Fakiren fra Bilbao) (2004)
- Wallander: Mastermind (2005)
- Arn - L'ultimo cavaliere (Arn – Tempelriddaren) (2007)
- Arn – Riket vid vägens slut (2008)
- De vilde svaner (2009)
- Il testamento di Nobel (Nobels testamente) (2012)
- Freddo sud (En plats i solen) (2013)
- Beatles (2014)
- Against the Ice (2022)

### Cortometraggi
- Requiem (1991)

### Televisione
- Rejseholdet (2000) - serie televisiva, 2 episodi